# 甲酸燃料電池
甲酸燃料電池（英語：formic acid fuel cell），或直接甲酸燃料電池（direct formic acid fuel cell；簡寫為DFAFC），是質子交換膜燃料電池的一個子分類，其燃料（即甲酸）被直接注入燃料電池中。其應用包含小型可攜式電子裝置（如手機和筆電等）以及大型固定式設施（如發電機組和汽車等）。

## 優勢
甲酸和甲醇一樣，都是直接注入燃料電池的有機分子，可省去複雜的觸媒重組過程。由於甲酸存放不需維持高壓或低溫，因此相較氫氣容易且安全。
85%的甲酸具有可燃性，而稀釋甲酸是美國食品和藥品部門明列的食品添加物。甲酸對人體的主要危害是皮膚或眼部接觸。
甲酸分子不會穿過高分子薄膜，因此其效率較甲醇高。

## 化學反應
甲酸燃料電池將甲酸和氧氣轉化為二氧化碳和水以產生能量。甲酸氧化發生在位於陽極的觸媒層上。反應生成二氧化碳，而質子（H+）穿過高分子薄膜進入位於陰極的觸媒層上。電子則經由外部電路從陽極到陰極以提供能量給外部裝置。
- 陽極：HCOOH → CO2 + 2 H+ + 2 e−
- 陰極：1/2 O2 + 2 H+ + 2 e− → H2O
- 淨反應：HCOOH + 1/2 O2 → CO2 + H2O